# Ellen Kushner

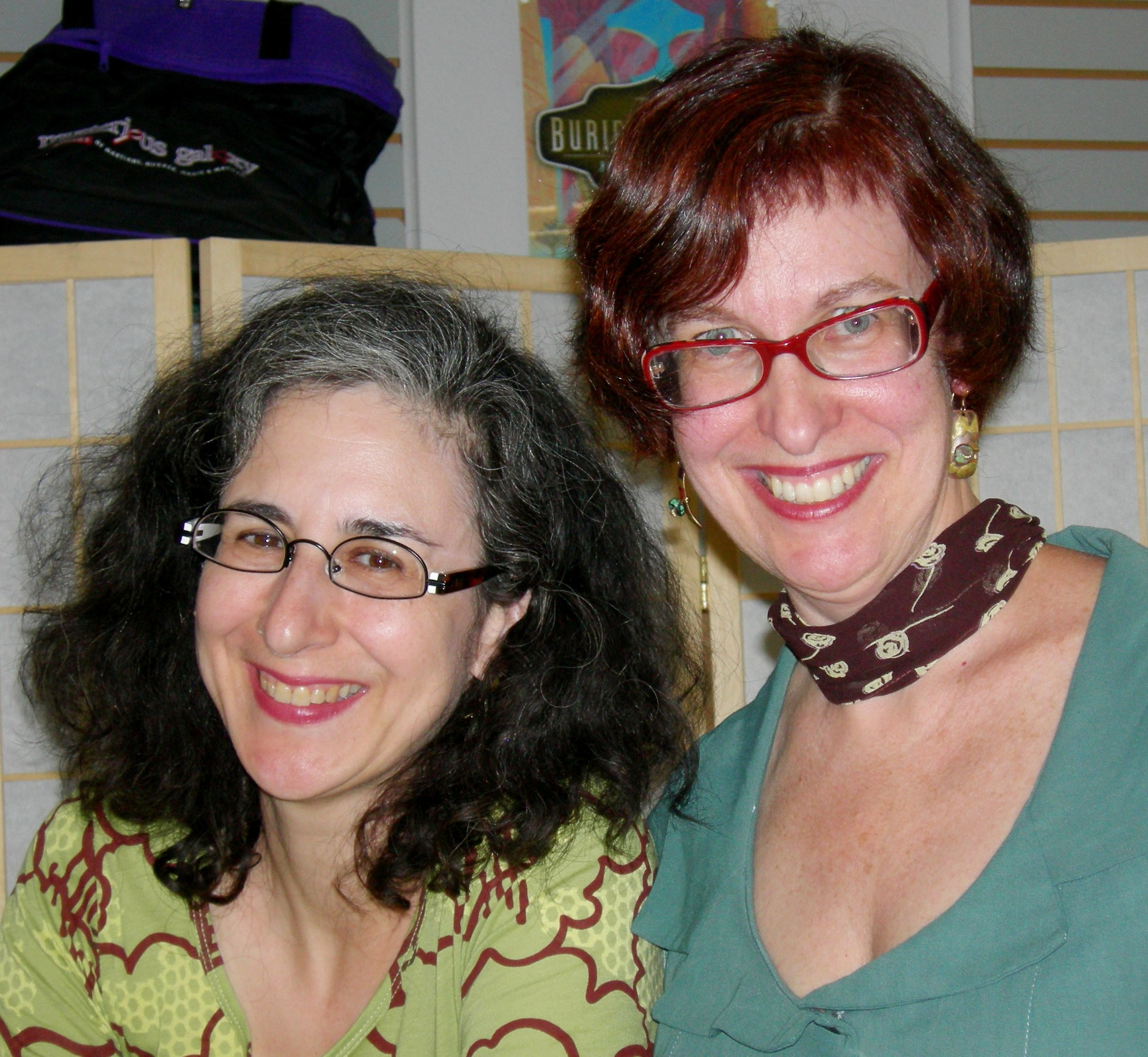
Ellen Kushner (links) met Delia Sherman

Ellen Kushner (Washington, 1955) is een Amerikaanse fantasyschrijfster.
Kushner groeide op in Cleveland (Ohio) en woont in New York met haar vrouw Delia Sherman, met wie ze in 1996 trouwde.
Kushners tweede roman, Thomas the Rhymer, won in 1991 zowel de World Fantasy Award als de Mythopoeic Award. Ze kreeg in 2007 de Locus Award voor beste fantasyroman met The Privilege of the Sword.
In 2002 bracht ze een cd uit met haar Chanoekaverhaal "The Golden Dreydl". Een klezmerorkest speelt hierop muziek van Pjotr Tsjaikovski's De notenkraker.
Kushner presenteert het wekelijkse radioprogramma Sound & Spirit en is medeoprichtster van de Interstitial Art Foundation. Deze organisatie richt zich op kunstwerken die niet binnen de bekende grenzen van geaccepteerde genres of media passen, maar ertussenin vallen. Ze is ook lid van de Endicott Studio, een non-profitorganisatie gericht op literaire, beeldende en performancekunst geïnspireerd op mythe, folklore, sprookjes en de traditie van verhalen vertellen.